# Geographe Bay
Die Geographe Bay ist eine Bucht am Indischen Ozean im Südwesten Australiens, rund 220 Kilometer von Perth entfernt. 
Sie beginnt in der Nähe der Stadt Bunbury und zieht sich über die Ortschaften Busselton und Dunsborough bis hin zur nördlichen Spitze des Leeuwin-Naturaliste-Nationalparks am Cape Naturaliste. Bezeichnend für diesen Küstenabschnitt Westaustraliens ist das sehr flache Wasser, welches den seeseitigen Zugang besonders für größere Schiffe zu den anliegenden Küstenstädten erschwert.
Die Geographe Bay wurde im Mai 1801 nach dem Schiff Le Géographe des französischen Seefahrers Nicolas Baudin benannt. 